# Sandals Resort

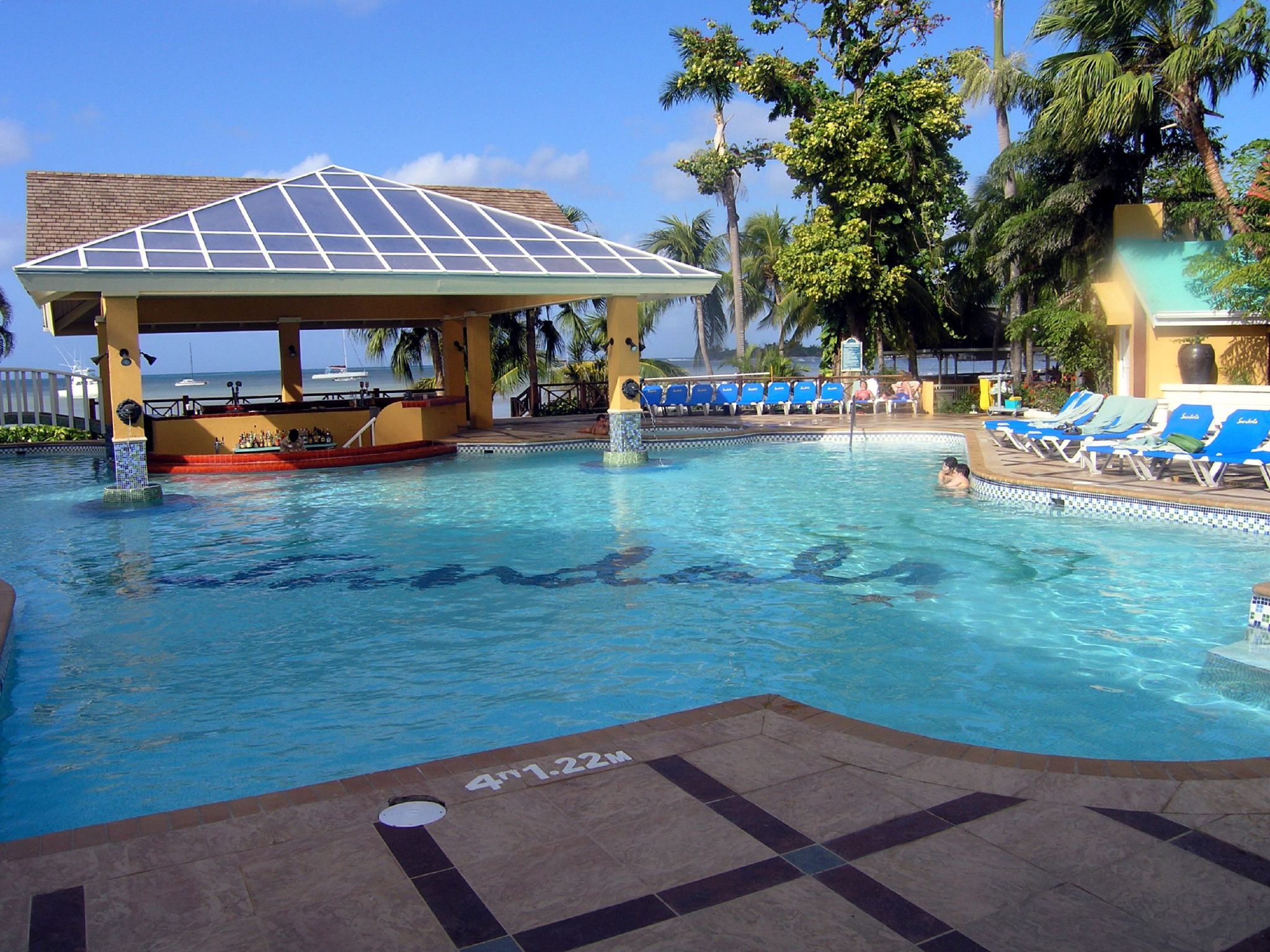
Piscine Sandals Resorts.

Sandals Resorts est une enseigne jamaïcaine de centre de vacances de luxe pour couples dans les Caraïbes. Elle est fondée en 1981 par Gordon Stewart, un homme d'affaires jamaicain. 